# Heavier Trip
Heavier Trip (Hevimpi reissu) es una película de comedia finlandesa dirigida por Juuso Laatio y Jukka Vidgren. Es la secuela de Heavy Trip (2018) y marca el regreso de la banda ficticia de heavy metal Impaled Rektum, protagonista de la historia.

## Trama
Tras los acontecimientos de la primera película, la banda finlandesa de metal extremo Impaled Rektum, integrada por el vocalista Turo, el guitarrista Lotvonen, el bajista Xytrax y el baterista Oula, se encuentran encarcelados en una prisión noruega. Durante su reclusión, reciben la visita del productor musical Maxwell Efraim Fisto, quien queda fascinado por la actitud impredecible del grupo y les ofrece un lugar en el festival Wacken Open Air, junto con un pago de 50,000 euros. Aunque la propuesta despierta el interés de la banda, Xytrax la rechaza instintivamente, al considerar que el festival es “demasiado comercial”, por lo que Fisto se marcha con la oferta.
De regreso en Finlandia, Pekka, el padre de Lotvonen, sufre un infarto al enterarse de que necesita invertir 30,000 euros en el matadero familiar para evitar que sea demolido. Al conocer la noticia, la banda escapa de la prisión, regresa a casa y se pone en contacto con Fisto. Sin embargo, este les informa que el lugar en el Wacken Open Air ya fue asignado, aunque les ofrece la oportunidad de demostrar su talento en una presentación en Vilna. Cuando el oficial de seguridad noruega Dokken sigue a la banda hasta la granja de los Lotvonen, los músicos le roban el automóvil, viajan a Helsinki y se esconden en el autobús de gira de Bloodmotor, otra banda representada por Fisto.
Una vez en Vilna, Fisto los recibe y les ofrece abrir el concierto de Bloodmotor, pero con la condición de que interpreten versiones de otros artistas. Xytrax se opone y Fisto se marcha nuevamente, lamentando que el grupo nunca aproveche sus oportunidades. Durante el concierto, cuando el vocalista de Bloodmotor, Rob, es arrastrado fuera del escenario por los fans, Turo sube al escenario y termina la canción. Tras bastidores, Fisto queda sorprendido y acepta darle otra oportunidad al grupo, y Turo firma un acuerdo comprometiéndose a hacer lo que sea necesario para alcanzar el éxito. Finalmente, la banda obtiene un lugar en el Wacken Open Air.
Antes del festival, Fisto somete a la banda a un cambio de imagen radical. El cartel promocional resultante se centra casi por completo en Turo, a quien Fisto rebautiza como "Turo Starshine", dejando en segundo plano a los demás integrantes. El grupo graba un tema de death metal extremo titulado "Prisoner of Flesh", pero, en ausencia de los músicos, Fisto y su ingeniero de sonido modifican la canción, convirtiéndola en una pieza de deathcore melódico moderno con elementos electrónicos, y le cambian el título a "To Die For". Al descubrirlo, Turo manifiesta su rechazo, y Fisto le plantea una elección: retirarse con los 50,000 euros prometidos o presentarse en Wacken.
Cuando el resto de la banda escucha la versión final del tema, Xytrax se enfurece y abandona el grupo; poco después, es arrestado por el oficial Dokken. Durante el viaje hacia el festival, tras un percance con el autobús de gira, Turo, Lotvonen y Oula roban un automóvil fúnebre para continuar. Sin embargo, el ego creciente de Turo provoca un conflicto con Oula, quien explota al sentirse menospreciado. Tras una discusión en la que Turo minimiza su papel en la banda, Oula también decide marcharse y, al igual que Xytrax, es detenido por Dokken.
Turo y Lotvonen llegan a Wacken y se encuentran con Fisto. Este le revela a Lotvonen que Turo rechazó el dinero para poder tocar en el concierto, lo que enfurece a Lotvonen, quien es llevado por el personal de seguridad. Luego, Turo sube al escenario de Wacken con músicos de estudio, pero al ver que Dokken arresta a Lotvonen, abandona el escenario a pesar de las amenazas de Fisto. Después, trepa una torre del festival y salta usando sus alas de utilería para aterrizar sobre el automóvil de Dokken, liberando al resto de la banda. Se disculpa con sus amigos, pero cuando propone aún así ganar el dinero para ayudar a la granja, el resto de la banda se aleja desilusionado.
Entonces, comienzan a recolectar latas de cerveza en el festival para conseguir dinero, y notan que Turo está interpretando death metal a capela para también recaudar fondos. Al darse cuenta de sus buenas intenciones, piden prestado el equipo a Babymetal (con quienes Xytrax había conectado debido a su gusto por el metal extremo underground). Justo cuando están por empezar un concierto para recaudar dinero frente al público del festival, Dokken intenta dispararle a Turo con un arma que le entregó Fisto. Lotvonen se interpone y recibe un disparo en la cabeza, pero sobrevive prácticamente ileso, ya que la bala “no alcanzó nada importante”. Después, Bloodmotor confronta a Fisto, y Rob le lanza un gutural extremadamente grave en la rostro.
En el epílogo, la banda Impaled Rektum son nuevamente encarcelados, pero se les permite tocar en conciertos de metal dentro de la prisión, lo que provoca un aumento en la población de la prisión. Además, se muestra al padre de Lotvonen usando el inodoro dorado de Bloodmotor.

## Elenco
- Johannes Holopainen como Turo Moilanen
- Max Ovaska como Pasi / Xytrax
- Samuli Jaskio como Lotvonen
- Chike Ohanwe como Oula
- David Bredin como Rob
- Anatole Taubman como Fisto

La banda japonesa de kawaii metal Babymetal hace una aparición especial. 

## Producción
Heavier Trip fue anunciada en 2023 como la secuela de la película Heavy Trip de 2018.  La película vuelve a estar dirigida por Juuso Laatio y Jukka Vidgren, quienes dirigieron la original como su primer largometraje.  Fue producida por Making Movies y se encontraba en postproducción en febrero de 2024. 